# Exilé cubain

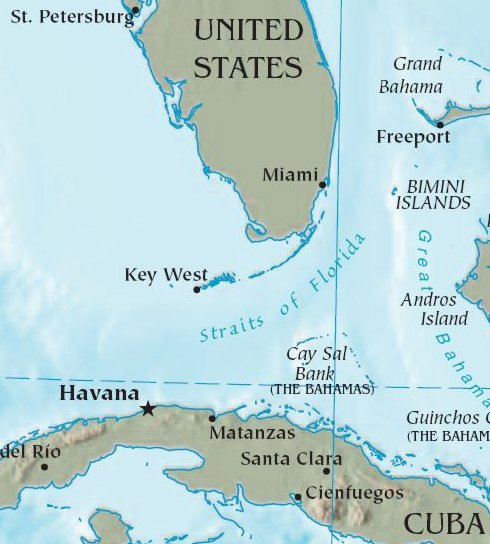
Cuba est à 90 miles (145 kilomètres) au sud de la Floride (États-Unis).

Le terme exilé cubain fait référence aux nombreux Cubains qui ont émigré depuis Cuba pour rechercher des conditions économiques ou politiques alternatives. La date du phénomène remonte à la guerre de dix ans et la lutte pour l'indépendance de Cuba au XIXe siècle. Dans les temps modernes, le terme se réfère à l'exode des Cubains aux États-Unis, depuis la révolution cubaine de 1959 et le régime castriste. Plus d'un million de Cubains de toutes les classes sociales ont quitté l'île pour les États-Unis (notamment la Floride), l'Espagne, l'Italie, le Mexique, le Canada, la Suède et d'autres pays.

## Historique

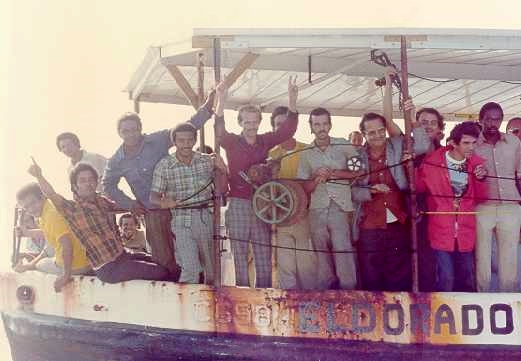
Un bateau de réfugiés cubains arrivant à Key West, en Floride, lors de l'exode de Mariel en 1980

En 2016, plus de 12 % des Cubains vivent hors de l'île, les deux tiers de ces exilés sont aux États-Unis (Cubano-Américains). Plusieurs vagues de départs se succèdent depuis 1959. Avec l'intégration des nouvelles générations, ces familles d'exilés n'envisagent pas de revenir durablement à Cuba.
Pour Javier Larrondo, cofondateur de l’Union patriotique de Cuba, le régime cubain fait en sorte que les dissidents s’exilent pour réduire le nombre de prisonniers politiques dans les prisons.
En 2022, la crise économique avec des pénuries de nourriture, de médicaments et du carburant, conduit 320 000 Cubains à quitter Cuba, soit près de 3 % de la population.

## Référence
1. ↑  Vincent Bloch, « Cuba : de l'exil à la diaspora », sur France culture, 3 décembre 2016.
2. ↑  « Cuba force des dissidents à l’exil, selon une ONG », sur Challenges, 19 juin 2019.
3. ↑  « Cuba : Miguel Diaz-Canel réélu aux commandes d'un pays plongé dans la crise », sur France Info, 20 avril 2023.